# حفل الذهب
حفل الذهب شبيه بحفل الآنية البلاستيكية من حيث تجمع مجموعة صغيرة في منزل أحد المضيفين لبيع مصوغاتهم من الذهب إلى مشتري ذهب. ويزداد هذا الأمر شعبية لأن الناس يبحثون عن طرق لجمع المال خلال الركود الاقتصادي الحالي. يزن المشتري، بشكل عام، المصوغات والأغراض الأخرى ويختبرها لرواد الحفلة. يتضمن الاختبار مجموعة متنوعة من الوسائل، تشمل اختبارات الحمض، واختبارات المغناطيس، ووسائل أخرى لتحديد محتوى الذهب. وإذا قررت إحدى الضيوف بيع بعض السلع، فإن المشتري يدفع لها في الحفلة، ويتم إرسال السلعة إلى المصفاة لصهرها. ويتلقى المضيف عمولة عن كل بيع، عادة ما تكون حوالي 10٪.
تنصح جمعيات حماية المستهلك الحضور بتقييم أغراضهم الذهبية قبل حضور الحفلة، نظرًا لأن التقييمات التي تجرى في حفلات الذهب لا تكون دائمًا أفضل سعر يمكن الحصول عليه، ويمكن أن تتأثر بهوامش الربح التي يطلبها الوسيطان (المضيف والمشتري) بين البائع والمصفاة.

## كتابات أخرى
- Radbill، Ronni (20 فبراير 2009). "Golden opportunity at gold parties". National Public Radio. مؤرشف من الأصل في 2011-07-27. اطلع عليه بتاريخ 2009-07-05.